# Kuźnia Raciborska

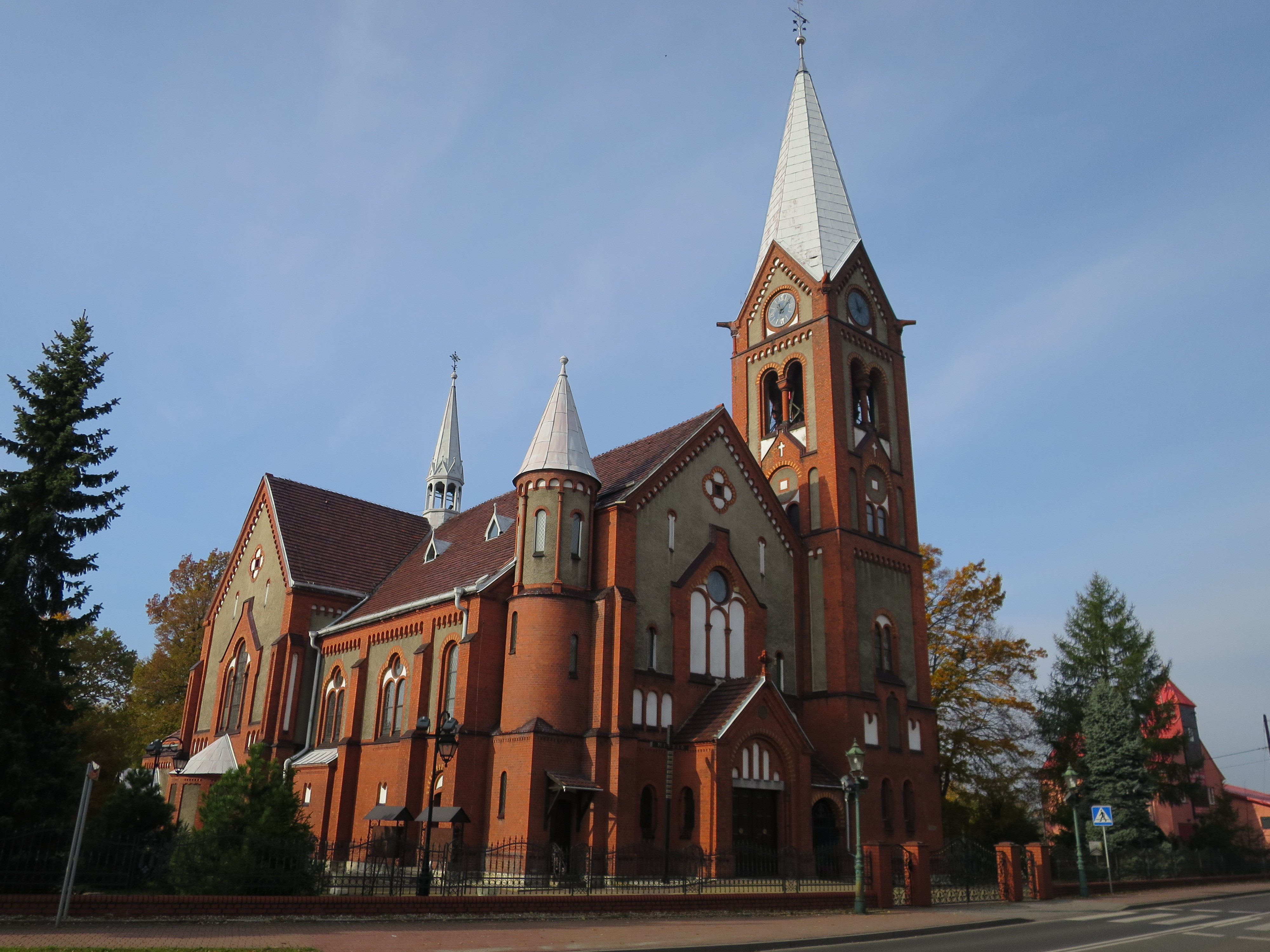
Farní kostel Máří Magdalény

Kuźnia Raciborska (německy Ratiborhammer, slezsky Raciborskŏ Kujźnia, česky Ratibořské Hamry) je město v jižním Polsku ve Slezském vojvodství v okrese Ratiboř. Leží na řece Rudě na západním okraji krajinného parku Krajinný park Cisterciácké krajinné kompozice Rud Wielkich, zhruba v půli cesty mezi Ratiboří a městem Kandřín-Kozlí ve vzdálenosti 20 km od českých hranic. Patří k historickému Hornímu Slezsku, z geomorfologického hlediska se rozkládá na Rybnické plošině, která je součástí Slezské vysočiny. Městem prochází železniční trať Opolí – Bohumín. V roce 2023 zde žilo 4 598 obyvatel.

## Historie
Na rozdíl od okolních vesnic zakládaných během středověké kolonizace začaly dějiny Kuźnie až v 17. století. První písemná zmínka o obci pochází z roku 1641. Octavian Seger von Segenberg nechal postavit hutnickou osadu Segenberg spolu s hamry, podle nichž pak vznikl název Ratiborhammer – „Ratibořské hamry“. Roku 1642 daroval hrabě Georg Oppersdorff nové osadě kapli zasvěcenou sv. Marii Magdaleně, která spadala pod farnost v Markowitz (Markowice), dnešní městské části Ratiboře.
S rostoucím technickým pokrokem v tavení rudy byla poprvé v roce 1746 postavena vysoká pec, která nahradila zastaralé tavicí pece provozované měch]y. Roku 1742 se obec, dosud součást Opolsko-ratibořského knížectví v rámci Habsburské monarchie, stala součástí Pruska. V roce 1791 se místní železárny staly majetkem pruského krále. Od roku 1804 byla v Ratiborhammeru škola a od roku 1866 se konaly sobotní trhy. Severně od původní obce byla roku 1813 založena nová osada Neuhammer (později Kolonie Ratiborhammer), ve které vznikla mj. továrna na hřebíky Hoffnung.
Spojení se železniční sítí v podobě Dráhy císaře Viléma zprovozněné v roce 1846 jako spojka mezi rakousko-uherskou a pruskou sítí a tudíž i nejkratší spojení mezi Vídní a Berlínem uspíšilo rozvoj obce. Továrna Hoffnung se postupně stala velkým podnikem pro výrobu válcovacích stolic, šroubů a náprav. 1. července 1907 byla převzata firmou Ratibor W. Hegenscheidt, která poté vyráběla železné a kovové části pro stavebnictví a železniční stavitelství. Během druhé světové války se rozšířila pod novým názvem Schondorff-Hegenscheidt-Werke i na výrobu motorových dílů pro letecký průmysl, to ale nebylo dokončeno. Dalšími významnými podniky v Ratiborhammeru byla parní pila Burschik & Mann vzniklá přibližně v polovině 19. století, která se v roce 1916 stala obětí požáru, a pak byla obnovena jednou berlínskou společností, a také moderní slévárna, jež roku 1893 nahradila starou huť.
Po první světové válce se Horní Slezsko stalo předmětem územních sporů mezi Německem a nově vzniklou Polskou republikou. Výsledky plebiscitu v roce 1921 byly v Ratiborhammeru velmi vyrovnané: z 1501 odevzdaných hlasů bylo 750 pro setrvání v Německu, 739 pro připojení k Polsku a 12 neplatných. Po konečném rozdělení regionu o rok později zůstala obec ve Výmarské republice.
29. ledna 1945 byl Ratiborhammer obsazen Rudou armádou a následně se jako Kuźnia Raciborska stal součástí socialistického Polska. 7. července 1946 byla v provozních zařízeních závodů Hegenscheidt založena metalurgická továrna Rafo. Tento podnik se stal nejdůležitějším zaměstnavatelem v Kuźnie a měl velký význam nejen pro její další rozvoj. V roce 1947 byla v blízkosti továrny otevřena odborná škola a v roce 1949 následovalo nové sídliště pro zaměstnance Rafo. Roku 1955 získala Kuźnia status sídla městského typu a k 1. lednu 1967 byla oficiálně povýšena na město.
26. září 1992 vypukl požár lesa poblíž železniční trati severně od města. Spustily ho pravděpodobně jiskry od brzdícího vlaku. Následující hasicí operace si vyžádala tři mrtvé a desítky zraněných. Hasiči dokázali uhasit oheň až po čtyřech dnech s velkými materiálními ztrátami.
Jelikož vysídlení německého obyvatelstva po válce bylo v oblasti Horního Slezska provedeno v značně menším rozsahu než např. v Dolním Slezsku, je Kuźnia stejně jako celý okres Ratiboř významným střediskem německé menšiny. V roce 2002 se k ní hlásilo 7,23 % obyvatel města, dalších 8,90 % se označilo za Slezany.

## Partnerská města
- Kelheim (Německo, spolková země Bavorsko)
- Odry (Česko, Moravskoslezský kraj)